# 神鳥前川神社

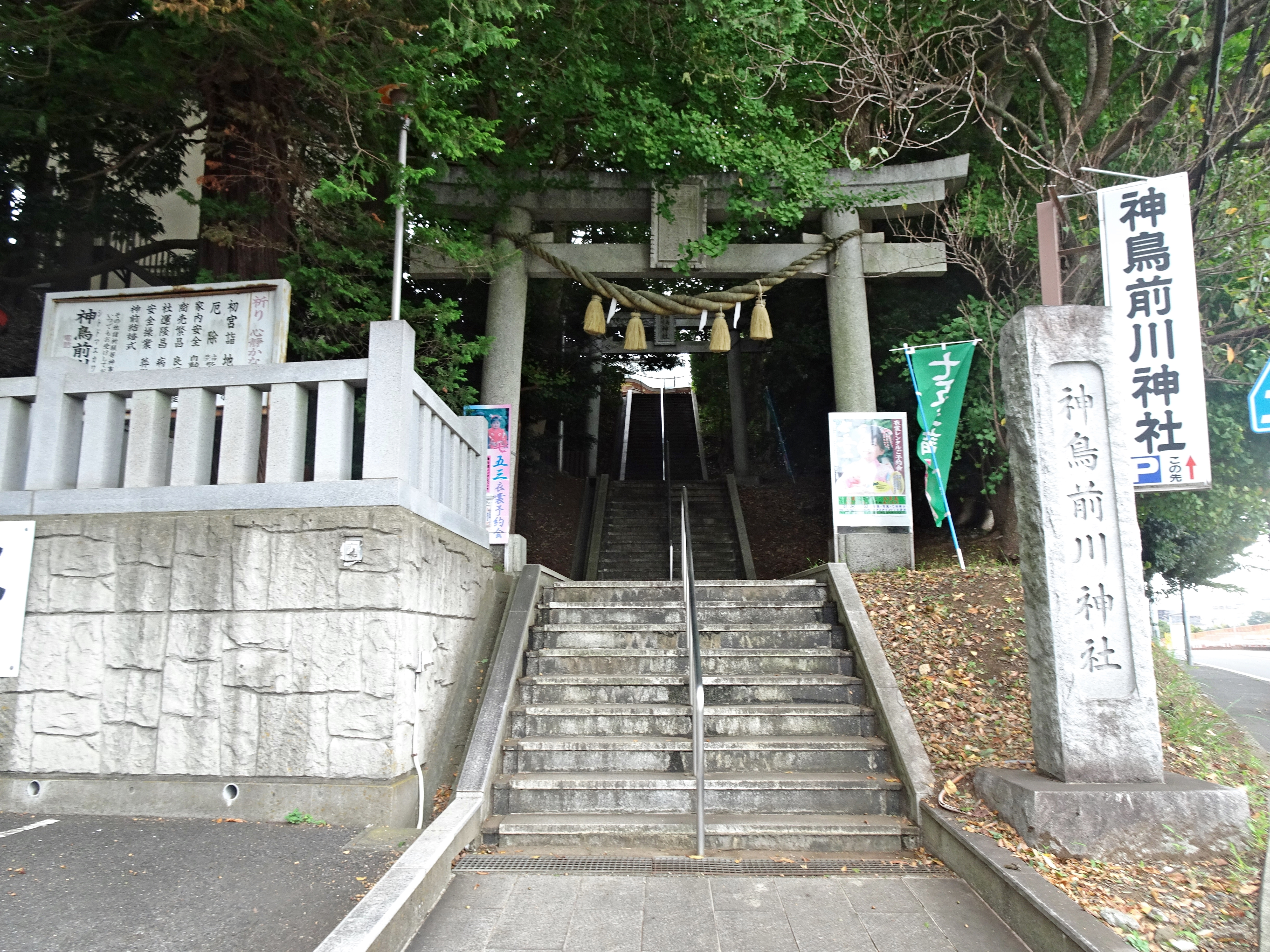
同神社の鳥居

神鳥前川神社（しとどまえかわじんじゃ）は、神奈川県横浜市青葉区しらとり台にある神社。

## 概要
1187年（文治3年）5月に、枡形城主の稲毛重成が創建した。夢のお告げに従い、日本武尊とその妃弟橘比売命を祭神として祠を建て、白鳥前川神社と名付けたとされる。
その後、時期不詳であるが、白鳥が転じて「神鳥」と書くようになり、これを「シトトリ」または「シトド」と読むようになり、今日に至る。
1582年（天正10年）に、火災により社殿が焼失し、当時この地を治めていた上杉景虎が社殿を新しく建立寄進したことを記した古文書が残されている。
1910年（明治43年）12月23日、当所曲り坂7439番地（現・しらとり台第三公園付近）に祀られていた神明社（祭神：伊邪那岐命・伊邪那美命）を合祀。
1988年（昭和63年）5月、現在の神社殿の建設し、遷座。

## 祭神
- 日本武尊
- 橘姫命
- 伊弉諾尊
- 伊弉冊尊

## 祭事
- 1月1日 - 歳旦祭
- 2月節分 - 節分祭
- 2月17日 - 祈年祭
- 6月30日 - 大祓
- 10月9日前の日曜 - 例大祭
- 10月第3日曜日 - 献茶祭
- 11月23日 - 新嘗祭
- 12月31日 - 大祓